# Milan Novák
Milan Novák (12 sierpnia 1927 w Trakovicach, zm. 18 maja 2021 w Popradzie) – słowacki kompozytor. Napisał ok. 700 kompozycji.

## Życiorys
Urodził się 12 sierpnia 1927 w Trakovicach. W jego rodzinie nie brakowało tradycji i wzorów muzycznych: jego dziadek był kontrabasistą w czterdziestoosobowym zespole romskim, ojciec był multiinstrumentalistą. Miał trzech braci, którzy grali na wiolonczeli, klarnecie i oboju.
Podstawowe wykształcenie artystyczne otrzymał w szkole muzycznej w Nitrze, gdzie jego nauczycielem był Eugen Suchoň. W 1939 roku wraz z rodziną przeniósł się do Bratysławy, gdzie rozpoczął naukę w gimnazjum, a w 1943 rozpoczął naukę w konserwatorium, od 1944 studiował grę na fortepianie u Frica Kafendy, dyrygenturę u Kornela Schimpla i kompozycję u Alexandra Moyzesa w Państwowym Konserwatorium w Bratysławie, które ukończył w 1949 roku. Następnie został pierwszym słowackim uczniem czeskiego dyrygenta Václava Talicha.
W latach 1949–1950 pracował jako dyrygent nowo powstałego Slovenskego ľudovego umeleckego kolektívu (w skr. SĽUK), a później także jako dyrygent Orkiestry Symfonicznej Radia Czechosłowackiego w Bratysławie.
W 1951 roku po wstąpieniu do służby wojskowej rozpoczął czynną pracę w Wojskowym Zespole Artystycznym kpt. Jána Nálepki w Bratysławie, którą następnie prowadził jako dyrygent, kompozytor i dyrektor artystyczny w latach 1952–1988. Pod jego kierownictwem organ ten odniósł wiele sukcesów artystycznych nie tylko w kraju, ale także za granicą.
W 2017 roku, mimo że ukończył 90 lat, media informowały, że wciąż pozostawał aktywny jako muzyk.
Zmarł 18 maja 2021 w Popradzie.

### Życie prywatne
Milan Novák miał czwórkę dzieci: Kristinę, która grała na harfie, Michaelę, która grała na flecie, Lucia uczyła się baletu, a Marek grał na wiolonczeli.
Jego pierwsza żona, Dobroslava, była aktorką, a później nauczycielką w VŠMU w Bratysławie, zmarła w 1997 roku. W 1998 roku ożenił się z Marią Sokolovą, z którą mieszkał do śmierci.

## Twórczość
Milan Novák stworzył ok. 700 kompozycji w różnych gatunkach: zarówno drobne utwory przeznaczone dla wykonawców dziecięcych, poprzez utwory pieśniowe, kameralne, chóralne, koncertowe i orkiestrowe, aż po utwory wokalno-instrumentalne.
Tworzył także produkcje muzyczno-dramatyczne, takie jak musicale, komedie muzyczne, operetki i opery. W jego twórczości znajdowały się adaptacje folklorystyczne, sceny muzyczno-taneczne oraz kompozycje dla radia, telewizji i filmu.

## Nagrody
- Nagroda im. Jána Levoslava Belli za utwór Prekroč nas čas (1973)[1]
- Artysta narodowy (1988)[4]
- Tytuł Rytíř medzinárodnej hudby (2013)[5]